# Ronald Cornelissen
Ronald Gerhardus Wilhelmus Cornelissen (ur. 12 grudnia 1964 w Gaanderen) – holenderski duchowny katolicki, biskup Groningen-Leeuwarden (nominat).

## Życiorys
19 października 1996 otrzymał święcenia kapłańskie i został inkardynowany do archidiecezji utrechckiej. 
7 lipca 2025 papież Leon XIV mianował go biskupem diecezji Groningen-Leeuwarden. 